# 이마이즈미역
이마이즈미역(일본어: 今泉駅)은 일본 야마가타현 나가이시에 위치한 동일본 여객철도 · 야마가타 철도의 철도역이다. JR 동일본 요네사카 선과 야마가타 철도의 플라워 나가이 선등 2개의 노선이 운행중이며, 섬식 승강장 2면 4선의 구조를 갖춘 지상역이다.

## 타는 곳
| 1 | ■ 플라워 나가이 선 | 상행 | 미야우치 · 아카유 방면                       |
| 2 | ■ 플라워 나가이 선 | 하행 | 나가이 · 아라토 방면                         |
| 3 | ■ 요네사카 선      | 상행 | 요네자와 방면                                |
| 4 | ■ 요네사카 선      | 하행 | 우젠쓰바키 · 오구니 · 사카마치 · 니가타 방면 |
| 4 | ■ 요네사카 선      | 상행 | 요네자와 방면 (이 역 환승)                   |

## 이용 현황
| 승차 인원 추이 | 승차 인원 추이 | 승차 인원 추이 |
| 연도           | JR             | 야마가타 철도  |
| -------------- | -------------- | -------------- |
| 2000           | 439            | 287            |
| 2001           | 408            | 269            |
| 2002           | 401            | 265            |
| 2003           | 385            | 250            |
| 2004           | 375            | 252            |
| 2005           | 350            | 236            |
| 2006           | 288            | 224            |
| 2007           | 292            | 219            |
| 2008           | 258            | 213            |
| 2009           | 251            | 207            |
| 2010           | 248            | 212            |
| 2011           | 249            | 210            |
| 2012           | 235            | 202            |
| 2013           | 226            | 184            |
| 2014           | 201            | 176            |
| 2015           | 217            | 170            |

## 역 주변
- 국도 제113호선 · 국도 제287호선
- 공립 오키타마 종합 병원

## 인접 역
| 동일본 여객철도 요네사카 선    | 동일본 여객철도 요네사카 선 | 동일본 여객철도 요네사카 선 |
| ------------------------------ | --------------------------- | --------------------------- |
| 이누카와 요네자와 방면         | ■ 요네사카 선               | 하규 사카마치 방면          |
| 야마가타 철도 플라워 나가이 선 |                             |                             |
| 니시오쓰카 아카유 방면         | ■ 플라워 나가이 선          | 도키니와 아라토 방면        |